# LGV北線

周辺路線

LGV北線 (仏: LGV Nord、ligne nouvelle 3、LN3)はパリとベルギー国境、リール経由で英仏海峡トンネルを結ぶ、1993年に開業した路線長333kmの高速鉄道路線である。最高運転速度は300km/hで、北ヨーロッパ線(LGV Nord-Europe,TGV Nord-Europe)と呼ばれる場合もある。LGV東連絡線(LGV Interconnexion Est)経由でLGV南東線(LGV Sud-Est)等の南方向への路線とも結ばれ、フランス国内とイギリスやベネルクス諸国を結ぶ国際輸送やパ＝ド＝カレー県などのフランス北部と南部間の国内輸送での所要時間の大幅な短縮が図られた。現在、フランスの国土軸を形成するだけでなく、近隣諸国とも結ばれ、国際的な重要幹線の機能を担っている。路線のうち130kmはオートルートA1号線と並行している。
沿線はほとんどが平坦または起伏の小さい丘陵地で、勾配は最急25‰となっている。LGV北線ではTGV Sud-Est、TGV Réseau、TGV Atlantique、TGV Duplex、ユーロスター、タリス PBA・PBKAなどが運行され、フランス国内の高速新線(LGV)の中でも最も多様な高速車両を見られる路線である。保安装置は車内信号方式のTVMが採用され当路線の全ての列車運行管理はリール指令所から行われている。

## 路線
LGV北線はパリ北駅から16.6km地点のヴィリエ＝ル＝ベル＝ゴネス＝アルヌービル駅でパリ＝ノール-リール線から分岐する。ヴェマルス(Vémars)からLGV東連絡線は三角線分岐点を経由しシャルル・ド・ゴール国際空港やマルヌ＝ラ＝ヴァレ(Marne-la-Vallée-Chessy)、南東線方面に至る。イル・ド・フランス連絡線が開通したことにより、ロンドンやアムステルダムから、直接ディズニーランド・パリに列車で行けるようになった。
エルムノンビル (Ermenonville)の森を東に通過し、Viaduc de Verberieを越すとシェブリエール (Chevrières)辺りからリール郊外までA1号線と並行する。 ソンム県 (Somme) のアブランクール・プレッソワール (Ablaincourt-Pressoir)にある、新しいTGVオート・ピカルディ駅(TGV Haute-Picardie)はフランス地域間のTGVのみ停車する。パ＝ド＝カレー県のCroisillesの分岐点でアグニー連絡線ではアラスに至る。ノール県のスクランで当路線はA1号線をまたぐ。フルタン(Fretin)の三角線分岐点で、東方向へ進むリール・ブリュッセルとを結ぶHSL1と結節する。HSL 1はWannehainで国境を越え、ベルギー南部のレムビークで在来線に乗り入れる。Fretinの分岐点からのLGVはリール近くのレザンヌ(Lezannes)で従来からの路線に結合する。一部のTGVやユーロスターはリール・ヨーロッパ駅に停車した後、再びLambersartでLGVに合流する。
当路線はアルマンティエール (Armentières)の南とアーズブルックの北側を通過する。カッセル (Cassel)でダンケルクへの路線とつながっている。
LGV北線は西に進み、オートルートA26号線と交差しZouafquesやカレー・フルタン (Calais-Fréthun)に至る。LGV北線はここまでで、TGVはそのままカレーへ、ユーロスターはトンネルを抜けてロンドンへ向かう。

### 路線経路の批判
LGV北線の経路は、LGVが地域を素通りして停車しないピカルディ地域圏からとくに批判された。アミアンはさらにこの路線に拘っており、政府はリール経由で要求されるパリ・リール間の直線的な路線、経済的なパリ-リール-ロンドンの所要時間などがアミアン経由では実現不可能であると判断した。
それを解決するためLGVパリ・ロンドン線が計画されたが、この路線は先の問題に対処し、アミアンを経由しパリ・ロンドン間を2時間以下にする計画である。

## 駅
LGV北線経由のTGVなどは以下の駅に停車している。
- パリ北駅（在来線上）
- TGVオート・ピカルディ駅
  - TGVオート・ピカルディ駅は、人里離れた役に立たない駅という意味が込められ"ビート駅 (甜菜駅)" "仏:Gare des Betteraves　英:Beetroot Station"と言うあだ名が付いている。（フランス語のbetteraveには「甜菜」という意味のほかに、俗語で「間抜け」という意味もある。） 
    - その一方でアミアンは市の中心部にあるアミアン駅にLGVの駅の新設を望んでいる。
- アラス駅（在来線上）
  - アラス駅へはオート・ピカルディー駅の近くで分岐した、LGV北線の支線を経由する。
- リール・ウロップ駅
- カレー・フレタン駅

## 略歴
- 1989年9月29日 - 公益宣言後(Déclaration d'utilité publique)、事業開始。
- 1991年9月2日 - 線路敷設開始
- 1992年9月9日 - 架線電力の供給開始
- 1992年10月20日 - TGV Atlantique301編成による最初の試験運転
- 1993年5月23日 - パリ･アラス間で営業開始
- 1993年12月21日 - ヴァランシエンヌ発パリ行TGV7150列車第511編成が300km/hで走行中、TGVオート・ピカルディ駅(当時は建設前)で脱線した。雨で路盤に穴が開いており、この穴は第一次世界大戦時に遡るものだが、路線建設中には発見されなかった。先頭の機関車と4両の客車は脱線したが、残りは脱線せずに済んだ。また、200名の乗客の一部が軽傷を負った。
- 当路線はヨーロッパ各国間の連絡を容易にするように設計されている。英仏海峡トンネルの開業を見越して、緊急に整備が加速された。1993年9月に海峡トンネルが開業する前、アルヌヴィール・フレタン間が開業する。高速新線経由のパリ・リール間のTGVの運行が1994年から開始される。
- ベルギーへの高速新線の分岐点は1997年開業。

## 所要時間と運行頻度

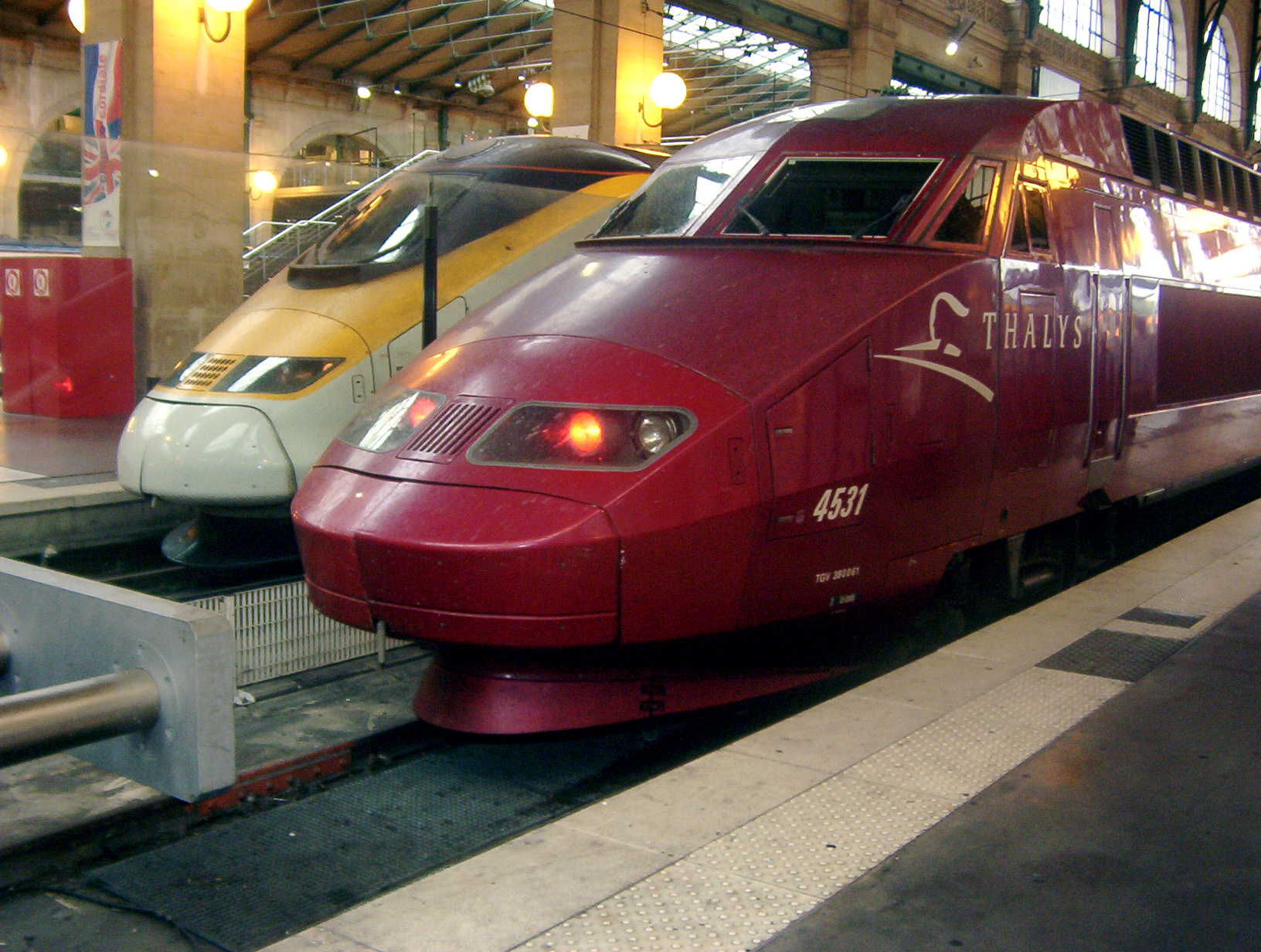
タリス・ユーロスター　パリ北駅

### パリから
- パリ-リール 1時間00分/24本
- パリ-ドゥエー 1時間09分/10本
- パリ-ヴァランシエンヌ 1時間42分/10本
- パリ-アラス 49分/9本
- パリ-ダンケルク 1時間38分/9本
- パリ-ランス 1時間05分/7本
- パリ-ベテューヌ 1時間15分/7本
- パリ-カレー 1時間23分/5本
- パリ-カンブレー 1時間40分/1本
- パリ-サントメール　1時間56分/1本
- パリ-ブローニュ＝シュル＝メール 1時間57分/1本

### フランス国内
- リヨン-リール 2時間48分/11本
- リヨン-アラス 2時間46分/3本
- リヨン-ブリュッセル 3時間40分/2本
- ナント-リール 3時間53分/4本
- レンヌ-リール 3時間49分/4本
- ボルドー-リール 5時間/5本

### 国際列車
- ユーロスター　パリ-ロンドン 2時間15分/14本
- ユーロスター　リール-ロンドン 1時間40分/10本
- タリス　パリ-ブリュッセル 1時間22分/27本
- タリス　パリ-リエージュ 2時間13分/8本
- タリス　パリ-ケルン 3時間50分/7本
- タリス　パリ-アムステルダム 3時間04分/6本